# Clark Darlton
Clark Darlton, pseudônimo de Walter Ernsting, (Coblença, 13 de Junho de 1920 — Salzburgo, 15 de Janeiro de 2005) foi um escritor de ficção científica alemão.

## Biografia
Ao entrar no colegial (segundo grau) e após o começo da segunda guerra mundial Walter Ernsting foi convocado para o exército. Seu primeiro Posto foi na Noruega, mais tarde passou para a União Soviética, aonde foi capturado. Após sua liberação do cárcere, ele trabalhou em 1952 para as autoridades britânicas como um tradutor. Durante esta atividade entrou em contato com as revistas de ficção cientifica americanas. No ano de 1954 Ernsting trabalhou na editora Pabel, onde trabalhava na série Utopia como editor e tradutor. A ênfase dos livros era para autores da língua inglesa.
Em 1981 Ernsting, que vivia na Baviera e Áustria, mudou-se para a Irlanda, retornou entretanto mais tarde por razões da saúde outra vez, e a fim viver na proximidade de seu filho em Salzburgo.

## Carreira
No ano 1955 publicou sua primeira novela "UFO no céu noturno" com a ajuda de uma fraude: A editora Pabel, rejeitava trabalhos de escritores alemães em ficção científica, para a série Utopia. Conseqüentemente Walter Ernsting submeteu sua novela como uma alegada tradução fictícia de um autor britânico chamado Clark Darlton. Esta novela recebeu dois anos mais tarde do prêmio Hugo Alemão.
Outras novelas foram também, escritas sob o pseudônimo de Clark Darlton, Elas são "A área sem tempo" (1957) e uma Trilogia em torno de uma guerra galáctica, que apareceu no ano 1958, consistindo das novelas "A tentativa de assassinato sob o Sol, "De volta da eternidade" e "A federação galáctica". Além de ser o fundador do SFCD, e seu presidente por um bom período.
Em 1961 juntamente com Karl Herbert Scheer dirigiu a série Perry Rhodan. Scheer trabalhava sozinho no fundo para as histórias, os resumos e a estrutura por detrás da ação, enquanto Ernsting fazia entre outras coisas a escolha dos heróis das respectivas histórias. As contribuições de Ernstings foram inúmeras e cobrem 192 livros, 26 livros de bolsos e 32 novelas além da série paralela Atlan. O rato castor "Gucky" foi uma invenção de Ernstings, se transformando em uma das figuras mais populares da série. Junto com o falecimento de Scheer em 1991 e a morte de Johnny Bruck em 1995, ele foi quem teve a carreira a mais longa no universo Rhodaniano. O trabalho de Ernstings cobre mais de 300 novelas e dúzias de contos de ficção científica. As edições da série constituem a maioria, que foram publicados sob o pseudo de Clark Darlton, além disso, sob o nome de Walter Ernsting foram também publicados numerosos livros. Ele se retirou oficialmente da série no número 1622, mas como um membro da equipe de autores ainda era convidado para as reuniões que sempre ficava contente em aparecer.

### Romances
Salvo indicação em contrário, todos os livros até 1972 foram publicados sob o nome de Clark Darlton.
No limiar da eternidade
- Und Satan wird kommen. (= Terra. Volume 26). 1956.
- Die Schwelle zur Ewigkeit. (auch: An der Schwelle zur Ewigkeit.) Pabel, 1957.

A guerra galáctica
- Attentat auf Sol. Moewig, 1958.
- Zurück aus der Ewigkeit. (auch: Raum ohne Zeit.) 1958. (ISBN 3-404-09936-2)
- Die galaktische Föderation. Moewig, 1958.

Ciclo da luz das estrelas
- Planet YB 23. 1958. Neuausgabe 2004, ISBN 3-936229-16-3.
- Vater der Menschheit. Moewig, 1958.
- Der Sprung ins Ungewisse. 1958. Neuausgabe 2004, ISBN 3-936229-17-1.
- Geheime Order für Andromeda. 1959. Neuausgabe 1984, ISBN 3-8118-3303-0.

Furacão
- Utopia stirbt. 1959. (como Fred McPatterson)
- Planet der tausend Wunder. 1959. (como Fred McPatterson)
- Stadt der Automaten. (= Terra. Volume 74). 1962.
- Das Raum-Zeit-Experiment. Pabel, 1962.
- Rastor III – Senden Sie! Pabel, 1962.
- Der Eisenfresser. 1963. (2003, ISBN 3-89840-603-2)
- Das Erbe von Hiroshima. (= Terra. Volume 72). 1963.
- Kosmischer Schwindel. Pabel, 1963.
- Das Riff der Andromeda. (= Terra. Volume 430 + 431). 1965.
- Die Gravitationssonne. (= Terra. Volume 554). 1967.

Trilogia de aventura
(como Walter Ernsting)
- Das Marsabenteuer. 1964. (1975, ISBN 3-453-54100-6)
- Das Weltraumabenteuer. 1965. Neuausgabe como Der geheimnisvolle Asteroid. 1974, ISBN 3-414-16560-0.
- Das Planetenabenteuer. 1966. Neuausgabe como com Lichtgeschwindigkeit zu Alpha II. 1974, ISBN 3-414-16570-8.

Trilogia do holocausto
- Der strahlende Tod. 1966 (com Ulf Miehe, como Robert Artner). Neuausgabe 1985, ISBN 3-8118-3307-3.
- Leben aus der Asche. 1966 (com Ulf Miehe, como Robert Artner). Neuausgabe 1985, ISBN 3-8118-3309-X.
- So grün wie Eden. 1984, ISBN 3-8118-3311-1.

Trilogia de quebra-cabeças
- Das Rätsel der Urwaldhöhlen. 1974, ISBN 3-453-54050-6.
- Das Rätsel der Marsgötter. 1974, ISBN 3-453-54059-X.
- Das Rätsel der Milchstraße. 1974, ISBN 3-453-54067-0.

Nave Espacial Netuno
- Der verzauberte Planet. 1978, ISBN 3-453-54145-6.
- Begegnung im Weltraum. 1978, ISBN 3-453-54158-8.
- Der Tempel der Götter. 1979, ISBN 3-453-54172-3.

Romances (próprios)
- Ufo am Nachthimmel. 1955. Neuausgabe 2004, ISBN 3-8328-9000-9.
- Überfall aus dem Nichts. 1956. Neuausgabe 1985, ISBN 3-8118-3305-7.
- Der Mann, der die Zukunft stahl. (= Terra. Volume 18). 1956.
- Die Zeit ist gegen uns. 1956. Neuausgabe 1996, ISBN 3-930515-61-X.
- Der Ring um die Sonne. (= Terra. Volume 34). 1956. (com Raymond Z. Gallun)
- Satellit Uranus III. (= Terra. Volume 40). 1956.
- Planet Lerks III. Moewig, 1957.
- Das ewige Gesetz. (= Terra. Volume 2). 1957.
- Finale. 1957.
- Befehl aus der Unendlichkeit. 1957, ISBN 3-8118-3306-5.
- Der Tod kam von den Sternen. Moewig, 1958.
- Die strahlenden Städte. (= Terra. Volume 91). 1958.
- Wanderer zwischen drei Ewigkeiten. (= Terra. Volume 137). 1959.
- Raumschiff der toten Seelen. 1959. Neuausgabe 2005, ISBN 3-936229-50-3.
- Experiment gelungen. 1959. Neuausgabe 1985, ISBN 3-8118-3308-1.
- Galaxis ahoi! Pabel 1959. (com Jesco von Puttkamer)
- Der fremde Zwang. 1959. Neuausgabe 1984, ISBN 3-8118-3300-6.
- Das unsterbliche Universum. Balowa, 1959. (com Jesco von Puttkamer)
- Das unlöschbare Feuer. Bewin, 1960. (como Munro R. Upton)
- Welt ohne Schleier. (auch: Der Gedankenleser.) Moewig, 1961.
- Die Zeitlosen. (auch: Der Atomhandel.) 1961. Neuausgabe 1982, ISBN 3-8118-3597-1.
- Die letzte Zeitmaschine. 1961. Neuausgabe 1984, ISBN 3-8118-3302-2.
- Havarie der Gnom. (= Terra. Volume 128). 1962,
- como die Sonne erlosch. Pabel 1962.
- Die strahlende Macht. Moewig, 1962.
- Rückkehr verboten. (= Terra. Nr. 172). 1962.
- PIA 301. 1962.
- Das Geheimnis der Handelsflotte. (= Terra. Volume 91). 1962.
- Der Sprung ins Nichts. (auch: Das Leben endet nie.) Moewig, 1964. (com Henry Bings)
- Die dritte Chance. (= Terra. Nr. 90). 1964.
- Hades – (Die) Welt der Verbannten. Moewig, 1966.
- Die Götter siegen immer. 1966.
- Der Sprung ins Jenseits. Pabel 1968.
- Expedition ins Nichts. (= Terra Nova. Nr. 81). 1969.
- Todesschach. Moewig 1970.
- Die Sonnenbombe. 1972.
- Zwischen Tod und Ewigkeit. Pabel, 1974.
- Das Geheimnis im Atlantik. 1976, ISBN 3-414-12980-9.
- Der Tag, an dem die Götter starben. 1979, ISBN 3-938516-11-9.
- Die neun Unbekannten. Moewig, 1983.

Coleções de histórias
- Am Ende der Furcht. Heyne, 1968. (com Ulf Miehe, como  Robert Artner)
- Der Todeskandidat. Moewig, 1982.
- Roboter irren nie. Moewig, 1983.
- Kein Morgen für die Erde. 1986, ISBN 3-8118-3310-3.

### Romances de baixo custo

#### Romances de Perry Rhodan (1961–1992)
Walter Ernsting escreveu 192 romances da série principal de Perry Rhodan.
- 2: Die dritte Macht (1961)
- 4: Götterdämmerung (1961)
- 7: Invasion aus dem All (1961)
- 12: Das Geheimnis der Zeitgruft (1961)
- 14: Das galaktische Rätsel (1961)
- 15: Die Spur durch Zeit und Raum (1961)
- 18: Die Rebellen von Tuglan (1962)
- 22: Thoras Flucht (1962)
- 26: Duell der Mutanten (1962)
- 27: Im Banne des Hypno (1962)
- 32: Ausflug in die Unendlichkeit (1962)
- 33: Eiswelt in Flammen (1962)
- 36: Die Seuche des Vergessens (1962)
- 37: Ein Planet spielt verrückt (1962)
- 40: Aktion gegen Unbekannt (1962)
- 41: Der Partner des Giganten (1962)
- 45: Seuchenherd Aralon (1962)
- 48: Rotes Auge Beteigeuze (1962)
- 49: Die Erde stirbt (1962)
- 52: Der falsche Inspekteur (1962)
- 56: Die Toten leben (1962)
- 58: Attacke aus dem Unsichtbaren (1962)
- 61: Der Robot-Spion (1962)
- 63: Die Mikro-Techniker (1962)
- 64: Im Zeit-Gefängnis (1962)
- 65: Ein Hauch Ewigkeit (1962)
- 76: Unter den Sternen von Druufon (1963)
- 77: In den Fesseln der Ewigkeit (1963)
- 81: Raumschiff der Ahnen (1963)
- 84: Rekruten für Arkon (1963)
- 85: Kampfschule Naator (1963)
- 91: Ernst Ellerts Rückkehr (1963)
- 94: Die flammende Sonne (1963)
- 95: Himmel ohne Sterne (1963)
- 101: Der Weltraum-Tramp (1963)
- 105: Die Geisterflotte (1963)
- 111: Unter falscher Flagge (1963)
- 117: Die gestohlene Raumflotte (1963)
- 121: Das Erbe der Echsen (1963)
- 126: Die Schatten greifen an (1964)
- 129: Atombrand auf Mechanica (1964)
- 135: Wächter in der Einsamkeit (1964)
- 140: Ein Toter soll nicht sterben (1964)
- 145: Armee der Gespenster (1964)
- 151: Signale der Ewigkeit (1964)
- 157: Explorer in Not (1964)
- 158: Die Geißel der Galaxis (1964)
- 163: Das zweite Imperium (1964)
- 171: Kampf der vier Mächte (1964)
- 177: Der Untergang des 2. Imperiums (1965)
- 184: Gucky und die Blaue Garde (1965)
- 189: Die Expedition der Mausbiber (1965)
- 190: Admiral Gecko (1965)
- 202: Die Retter der CREST (1965)
- 209: Im Banne der Scheintöter (1965)
- 220: Der Tod von den Sternen (1965)
- 224: Agenten gegen das Imperium (1965)
- 229: Feind aus fremder Galaxis (1966)
- 232: Die Zeitfalle (1966)
- 239: Welt unter heißer Strahlung (1966)
- 244: Die Kugel aus Zeit und Raum (1966)
- 248: Unter Einsatz seines Lebens... (1966)
- 255: Sperrzone Andromeda (1966)
- 256: Im Reiche der Zentrumswächter (1966)
- 268: Stoßtrupp in Zeit und Raum (1966)
- 269: Jagd auf den Zeitagenten (1966)
- 275: Der Flug nach Barkon (1966)
- 282: Die Spur führt zu Jagos Stern (1967)
- 289: Das System der blauen Riesen (1967)
- 290: Koordinaten ins Jenseits (1967)
- 294: Die Eroberer (1967)
- 295: Der verlorene Planet (1967)
- 302: Gestatten, Gucky und Sohn! (1967)
- 310: Das Geschenk der Zeitreisenden (1967)
- 316: Der Sprung ins Verderben (1967)
- 320: Operation Blitz (1967)
- 324: Im Nichts gestrandet (1967)
- 326: Gucky und der Golem (1967)
- 336: Gucky und der Vakupath (1968)
- 341: Der planetarische Kerker (1968)
- 344: Die Kidnapper des Auserwählten (1968)
- 348: Die kosmische Falle (1968)
- 354: Experimente com der Zeit (1968)
- 358: Begegnung in M-87 (1968)
- 361: Der Turm des ewigen Lebens (1968)
- 366: Das Rätsel der Biostation (1968)
- 371: Attentat auf die Sonne (1968)
- 376: Stimmen aus der Vergangenheit (1968)
- 380: Das Zeitkommando (1968)
- 383: Die phantastische Reise der FD-4 (1969)
- 388: Götter aus dem Kosmos (1969)
- 392: Das Schiff der grünen Geister (1969)
- 396: Das Versteck in der Zukunft (1969)
- 402: Ufos in der Galaxis (1969)
- 406: Nachricht aus der Zukunft (1969)
- 409: Der Mann, der doppelt starb (1969)
- 415: Freunde aus einem fremden Universum (1969)
- 420: Rätsel der Vergangenheit (1969)
- 423: Sonderkommando Atlan (1969)
- 427: Am See der Götter (1969)
- 430: Das Ultimatum der Cappins (1969)
- 436: Testflug nach Atlantis (1970)
- 439: Schaltzentrale OVARON (1970)
- 443: Überfall auf Exilot (1970)
- 449: Das Ende des Diktators (1970)
- 454: Plünderer der Sterne (1970)
- 461: Flucht ins Ungewissen (1970)
- 462: Der Wissende (1970)
- 467: Der letzte Mann der DOLDA (1970)
- 468: Der Telekinet (1970)
- 472: Das violette Feuer (1970)
- 479: Ganjo-Alarm (1970)
- 489: Gucky und der Verräter (1971)
- 494: Der Mond der Gefahren (1971)
- 498: Die Rückkehr des Takerers (1971)
- 503: Planet der Digger (1971)
- 507: Zwischenspiel auf Tahun (1971)
- 512: Der Flug der GATOS BAY (1971)
- 517: Notruf des Unsterblichen (1971)
- 523: Der Planetenräuber (1971)
- 524: Die Gelben Eroberer (1971)
- 535: Transport ins Ungewisse (1971)
- 541: Im Banne des Panikfeldes (1972)
- 549: Das Elixier der Götter (1972)
- 554: Kidnapper im Weltraum (1972)
- 560: Gucky, der Tambu-Gott (1972)
- 565: Gucky, der Meisterdieb (1972)
- 574: Das Himmelsmetall (1972)
- 580: Die Zeitritter (1972)
- 590: Flugziel unbekannt (1972)
- 593: Der Metapsychische Krieg (1973)
- 602: Der Sprung nach Luna (1973)
- 608: Auf den Spuren der PAD (1973)
- 617: Der Kampf um die Positronik (1973)
- 624: In den Katakomben von Nopaloor (1973)
- 630: Das Erbe der Yulocs (1973)
- 648: Der Kampf com dem Yuloc (1974)
- 656: Der Geheimnisträger (1974)
- 670: Der Hyperraum bricht auf (1974)
- 677: Das Erbe der Glovaaren (1974)
- 691: Sargasso des Alls (1974)
- 702: Das Stummhaus (1975)
- 708: Zwischenspiel auf Saturn (1975)
- 716: Unheil aus fremder Dimension (1975)
- 723: Kolonie der Cyborgs (1975)
- 736: Rächer zwischen den Sternen (1975)
- 742: Rückkehr fraglich (1975)
- 764: Der Wall um die Welt (1976)
- 772: Das Gespenst von Vrinos (1976)
- 781: Gegner im Dunkel (1976)
- 792: Hilfe aus Zeit und Raum (1976)
- 802: Planet der toten Kinder (1977)
- 813: Im Strom der Ewigkeit (1977)
- 827: Der Mann von Barkon (1977)
- 841: Die Glaswelt (1977)
- 852: Insel zwischen den Sternen (1977)
- 862: Eiswind der Zeit (1978)
- 880: Gegner im Dunkel (1978)
- 893: Abschied von Eden II (1978)
- 910: Planet der Telepathen (1979)
- 921: Kontakt auf Scharzo (1979)
- 935: Mysterium des Weltalls (1979)
- 955: Das Rätsel der Barriere (1979)
- 967: Die Materiesenke (1980)
- 968: Exodus der Mutanten (1980)
- 983: Der Ort der Stille (1980)
- 998: Terraner unerwünscht (1980)
- 1006: Die Falle von Cratcan (1980)
- 1016: Zwischenspiel auf Karselpun (1981)
- 1028: Der einsame Gefangene (1981)
- 1046: Terra im Schußfeld (1981)
- 1060: Der Planet Vulkan (1981)
- 1064: Der Schiffbruch (1982)
- 1102: Der letzte Mirvaner (1982)
- 1115: Bote des Unsterblichen (1983)
- 1135: Begegnung am Todesauge (1983)
- 1154: Flucht aus dem Grauen Korridor (1983)
- 1171: Der Todesimpuls (1984)
- 1206: Flucht ins Labyrinth (1984)
- 1235: Blitz über Eden (1985)
- 1306: Das Geheimnis von Chanukah (1986)
- 1334: Der Zweck heiligt die Mittel (1987)
- 1366: Die Freiheit des Bewußtseins (1987)
- 1384: Ort der Erfüllung (1988)
- 1407: Der Erecom von Satrang (1988)
- 1417: Flug in Richtung Ewigkeit (1988)
- 1435: Im Halo der Galaxis (1989)
- 1475: Auf Gesils Spuren (1989)
- 1510: Ein blinder Passagier (1990)
- 1563: Geheimsache RIUNAN (1991)
- 1602: Spurensuche im All (1992)
- 1622: Der Verlorene (1992)

### Editor

#### A Revista de Fantasia e Ficção Científica
Publicado na íntegra por Wilhelm Heyne-Verlag
- Wanderer durch Zeit und Raum (Volume 10), 1964
- Roboter auf dem Kriegspfad (Volume 11), 1964
- Die letzte Stadt der Erde (Volume 12), 1965
- Expedition nach Chronos (Volume 13), 1965
- Im Dschungel der Urzeit (Volume 14), 1966

## Literatura
- Heiko Langhans: Clark Darlton. Der Mann, der die Zukunft brachte(O Homem, que trouxe o futuro). Editora Pabel Moewig, Rastatt 2000, ISBN 3-8118-2098-2
- Gustav R. Gaisbauer (Hrsg.): Walter Ernsting zum Gedächtnis(Walter Ernsting em memoria). Primeiro Clube alemão de Fantasia, Passau 2005, ISBN 3-932621-80-8 (Fantasia; 188/189) (Sekundärliterarische Reihe / Erster Deutscher Fantasy-Club; 56)
- Kurt Kobler, Joe Kutzner & Andy Schmid (e demais Autores): Walter-Ernsting-GedenkVolume „Ein Freund der Menschheit“(Um amigo da humanidade). TCE – Paperback-Sonderausgabe em DIN A5-Formato/ 180S., no volume está empacotado um Poster tamanho A3 com  Gucky de Swen Papenbrock ((ernsting@terranischer-club-eden.com) http://www.terranischer-club-eden.com/special/ernsting.htm )